# Acroglochin
Genre
Acroglochin est un genre de plantes dicotylédones de la famille des Amaranthaceae (sous-famille des Betoideae), originaire d'Asie, qui comprend une ou deux espèces selon les auteurs.

## Taxinomie
Le genre fut décrit par le botaniste allemand, Heinrich Adolph Schrader, et publié dans la revue Mantissa 1: 69, 227. 1822. L'espèce type est Acroglochin chenopodioides Schrad.

### Liste d'espèces
Selon Catalogue of Life (21 juin 2014) :
- Acroglochin persicarioides

Selon NCBI (21 juin 2014) :
- Acroglochin chenopodioides

Selon The Plant List (21 juin 2014) :
- Acroglochin obtusifolia C.H.Blom
- Acroglochin persicarioides (Poir.) Moq.

Selon Tropicos (21 juin 2014) (Attention liste brute contenant possiblement des synonymes) :
- Acroglochin chenopodioides Schrad.
- Acroglochin obtusifolia C.H. Blom
- Acroglochin persicarioides (Poir.) Moq.
- Acroglochin schraderiana Schult. f. ex Moq.

## Caractéristiques générales
Il s'agit de plantes herbacées annuelles, glabres, au port dressé, pouvant atteindre 30 à 80 cm de haut.
Les feuilles alternes, de 1,5 à 7 cm de long sur 0,4 à 5 cm de large, ont un limbe ovale, au bords irrégulièrement dentelé. 
Les fleurs, sessiles, bisexuées, sont regroupées en cymes composées, elles ont un périanthe herbacé, profondément divisé en cinq lobes;
Les fruits sont des pyxides subglobuleuses de 1,5 mm de diamètre, à déhiscence circulaire.

## Distribution
L'aire de répartition de ce genre s'étend dans le sud de l'Asie et les régions himalayennes : Bhoutan, Inde, Cachemire, Népal, Pakistan, Chine (Gansu, Guizhou, Hubei, Hunan, Shaanxi, Sichuan, Yunnan).
Ces plantes se rencontrent à l'orée des forêts, le long des cours d'eau, sur les pentes ouvertes, au bord des routes, dans les champs et les friches. 